# HD 193302
HD 193302，又名CD-3614057，SAO 212025、HR 7765，是一颗恒星，视星等为6.46，位于銀經6.22，銀緯-32.75，其B1900.0坐标为赤經20h 14m 24.5s，赤緯-35° -32.75′ 20″。